# Lubraniec

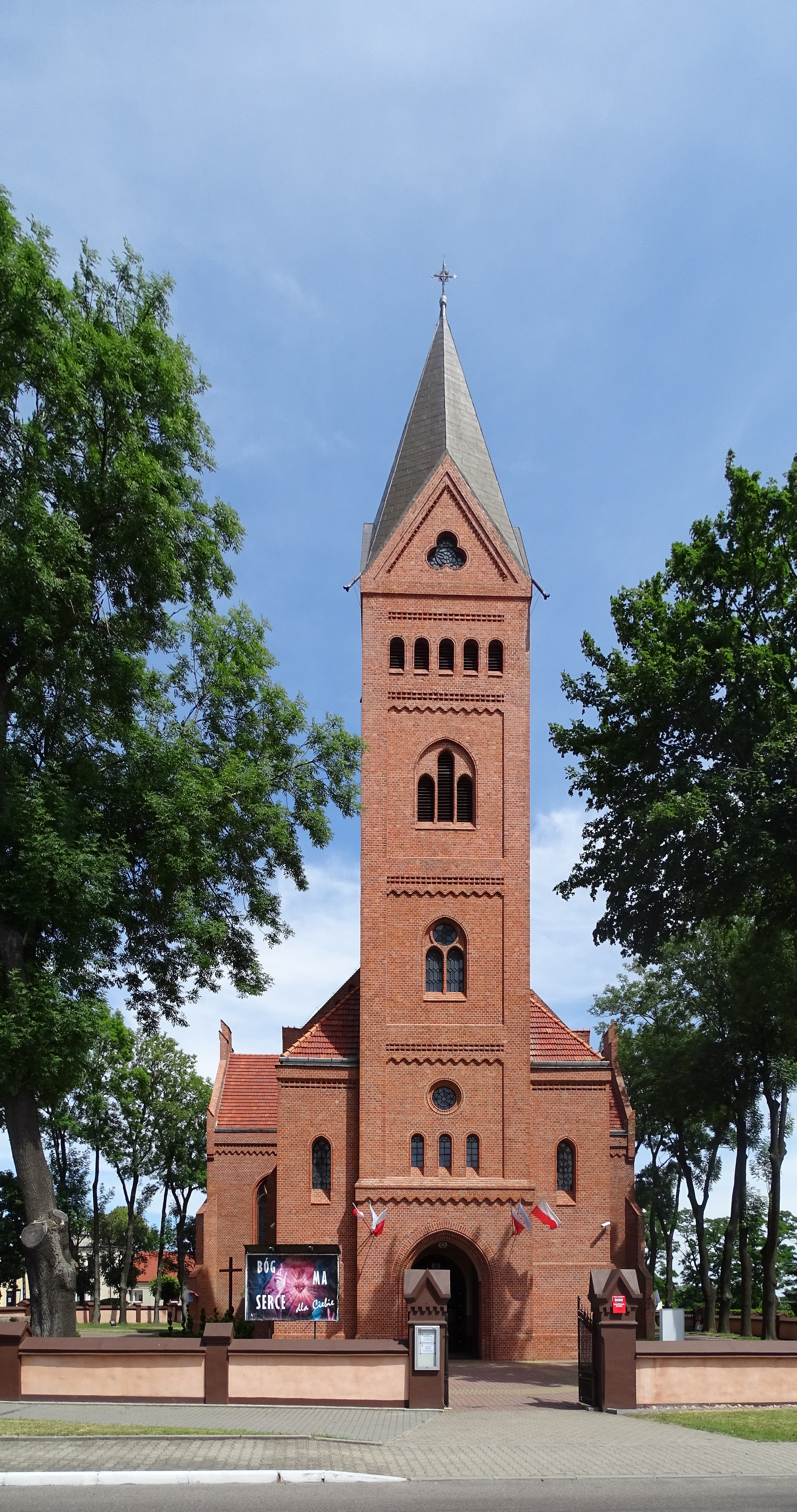
L'église paroissiale a été construite en 1906.

Lubraniec est une ville de Pologne, située dans la voïvodie de Couïavie-Poméranie. Elle est le siège de la gmina de Lubraniec, dans le powiat de Włocławek.